# Conservatoire national supérieur d’art dramatique
Conservatoire national supérieur d’art dramatique (CNSAD) – elitarna francuska szkoła wyższa. Jedna z tzw. wielkich szkół (Grandes écoles). Prowadzi specjalistyczne studia w zakresie nauk pomocniczych dramat i teatr. Uchodzi za najstarszą francuską szkołę teatralną.

## Historia
W 1786 w Królewskiej Szkole Śpiewu i Deklamacji (fr. l'école Royale de Chant et de Déclamation) – założonej 3 stycznia 1783 – która mieściła się w owym czasie w paryskim Hôtel des Menus-Plaisirs, otwarto pierwszą klasę dramatyczną. W następstwie ogólnego ruchu reformatorskiego, 3 sierpnia 1795 Konwencja promulgowała prawo powołujące w miejsce Królewskiej Szkoły Śpiewu i Deklamacji (zamknięto ją w przededniu rewolucji francuskiej) i Miejskiej Szkoły Muzycznej (l'école de musique municipale; utworzonej w 1792) Konserwatorium Muzyczne (Conservatoire de Musique). 3 marca 1806 – na mocy dekretu Napoleona – założono oraz włączono do niego nową szkołę deklamacji – Konserwatorium Muzyki i Deklamacji (Conservatoire de musique et de déclamation). Program obejmował zajęcia z tańca, deklamacji lirycznej i dramatycznej, postawy teatralnej oraz ruchu ciała. Przewidziano też egzaminy wstępne i końcowe. W 1858 otwarto czwartą klasę deklamacji, przeznaczoną wyłącznie dla kobiet. Augustine Brohan była pierwszą kobietą, która w latach 1858–1866 nauczała we wspomnianej klasie (do 1907 w kadrze nauczycielskiej nie było kobiet, a nauczali aktorzy, członkowie Comédie-Française).
W 1871 sprawujący urząd dyrektora Konserwatorium Ambroise Thomas wprowadził system stypendialny. Tradycyjny sposób nauczania, oparty na przykładzie, a nawet naśladowaniu nauczycieli, był coraz częściej krytykowany, a z biegiem lat studentów coraz częściej zachęcano do własnych działań, czego przykładem było zatrudnienie w 1907 Sarah Bernhardt, zagorzałej przeciwniczki nauczania bazującego na tradycji.
W 1911 siedzibę Konserwatorium Muzyki i Deklamacji przeniesiono na Rue de Madrid. Dekretem z 6 grudnia 1934 zmieniono nazwę na Narodowe Konserwatorium Muzyki i Sztuki Dramatycznej (Conservatoire national de musique et d’art dramatique).
W 1946, z inicjatywy Claude’a Delvincourta i na mocy ustawy z 7 października, dokonano rozdziału muzyki i sztuki dramatycznej. W jego wyniku powstało Narodowe Konserwatorium Muzyczne w Paryżu (CNSMDP; Conservatoire national supérieur de musique et de danse de Paris) i Narodowe Konserwatorium Sztuki Dramatycznej (CNSAD; Conservatoire national supérieur d’art dramatique). Drugie z nich stało się też, postanowieniem dekretu z dnia 27 listopada, „placówką szkolnictwa wyższego poświęconą nauczaniu sztuki dramatycznej we wszystkich jej formach”.
Jacques Rosner, który w 1974 został rektorem, gruntownie przebudował system edukacji, znosząc m.in. egzaminy końcowe. Zamiast tego ustanowił tzw. Dni Czerwcowe (Journées de Juin), podczas których studenci prezentowali publiczności swoje prace zbiorowe.